# Sunakake-baba
Sunakake-baba (砂かけ婆; „Sand werfende Hexe“), auch Sunahori-baba (mit derselben Bedeutung) gelesen, ist der Name eines fiktiven Wesens der japanischen Folklore. Sie gehört zum Genre der Hexen innerhalb der Gruppe der Yōkai (妖怪; „Dämonen“) und gilt als „verrückt, aber im Grunde harmlos“.

## Beschreibung
Die Sunakake-baba wird als kleine, untersetzte und leicht bucklige alte Frau mit festem Haarknoten (Dutt) und mit großem Mund mit herabhängenden Mundwinkeln beschrieben. Sie kleide sich in einen ausladenden Kimono oder Furisode mit weit herabhängenden Ärmeln, in denen sie Sand aufbewahre. Sie verstecke sich der Folklore zufolge gerne in Bambushainen und dichten, dunklen Wäldern. Oder sie lauere im Gebüsch und im Dickicht hoher Gräser und Hanffelder. Sie sei aber auch schon nahe Tempeln und Schreinen gesichtet worden, wo sie sich auf Dachsimse und/oder Eingangstore setze, um dort ihren Opfern aufzulauern. In jedem Falle warte die Sunakake-baba darauf, bis Passanten ihren Weg kreuzten, nur um diese mit Sand zu bewerfen und dann gehässig kichernd wegzurennen. Dabei beweise sie eine erstaunliche Agilität und Schnelligkeit. Sie streue auch gerne unachtsamen Leuten Sand ins Essen.

## Hintergrund
Die Sunakake-baba ist in ganz Japan bekannt und populär. Ihren literarischen wie mythologischen Ursprung scheint sie in den Präfekturen Shiga, Fukuoka und Aichi zu haben, von wo die ersten Berichte über sie überliefert sind und aus denen die meisten Anekdoten stammen. Die vorgeblichen Augenzeugenberichte klingen immer gleich und bis heute erzählen sich besonders Kinder, dass man nicht alleine durch dichtes Dickicht oder dunkle Wälder stromern solle. Wenn doch, so müsse man genau hinhören, ob es in der Nähe nicht plötzlich raschele und/oder ein leises, gehässiges Kichern zu hören sei.
Der Historiker und Folklorist Yanagita Kunio sowie der Autor und Mediziner Sawada Rosaku berichten in dem Werk Yōkai dangi (妖怪談義; „Yōkai-Märchen“), dass Geschichten um die Sunakake-baba unter anderem von einer uralten Tradition inspiriert worden sein könnten: Zu bestimmten Festlichkeiten, Zeremonien und Ritualen sei es bis heute üblich, Reiskörner auf die Prozessionswege zu streuen. Dieser Brauch sollte den Prozessionsteilnehmern Glück bescheren. Das Sandwerfen der Sunakake-baba sei vielleicht das Gegenstück dazu und bringe entsprechend Unglück. Oder sie wolle die Leute einfach nur ärgern und ihnen die Festlichkeiten verderben.
Eine weitere Theorie hat zum Inhalt, dass die Sunakake-baba eigentlich ein Marderhund-Yōkai sei, der sich als alte Omi tarne und hinter den Streichen stecke. Tatsächlich sind aus den vorgenannten Präfekturen Anekdoten um Tanuki überliefert, die Leute mit Sand bewerfen würden. Der real existierende, in Japan lebende Marderhund (Nyctereutes procyonoides) hat die Eigenart, aufsässige Tiere, die ihm nachstellen (wie zum Beispiel Hunde, Füchse und Katzen), mit Sand zu bewerfen, um sie zu vertreiben. Dieses Abwehrverhalten ist auch von Erdhörnchen und Stinktieren bekannt. Aber auch Affen wie der Japanmakak (Macaca fuscata) haben die Angewohnheit, Passanten, die sie nicht mögen, mit Sand und anderen Dingen zu bewerfen.
Heute tritt die Sunakake-baba als Nebencharakter oder kurzweiliger Antagonist in diversen Mangaka und Anime-Serien auf, so zum Beispiel in Fushigi Yuugi und GeGeGe no Kitarō, wo sie eine offen gelebte Rivalität mit der Hexe Jakotsu-babā (蛇骨婆) hegt. Die Yōkai-Experten und Mangaka-Autoren Shigeru Mizuki und Umezu Kazuo bescherten der Sunakake-baba dauerhafte Bekanntheit und Popularität.